# Black Symphony
Black Symphony je záznam koncertu od nizozemské kapely Within Temptation vydaný v roce 2008.

## Seznam skladeb

### DVD

#### DVD 1
1. „Ouverture“
2. „Jillian (I'd Give My Heart)“
3. „The Howling“
4. „Stand My Ground“
5. „The Cross“
6. „What Have You Done“ (Keith Caputo)
7. „Hand of Sorrow“
8. „The Heart of Everything“
9. „Forgiven“
10. „Somewhere“ (Anneke van Giersbergen)
11. „The Swan Song“
12. „Memories“
13. „Our Solemn Hour“
14. „The Other Half“ (George Oosthoek)
15. „Frozen“
16. „The Promise“
17. „Angels“
18. „Mother Earth“
19. „The Truth Beneath the Rose“
20. „Deceiver of Fools“
21. „All I Need“
22. „Ice Queen“

#### DVD 2
1. „Intro“
2. „Jillian (I'd Give My Heart)“
3. „The Howling“
4. „The Cross“
5. „Hand of Sorrow“
6. „The Heart Of Everything“
7. „Restless“
8. „Our Solemn Hour“
9. „Mother Earth“
10. „Jane Doe“
11. „The Truth Beneath The Rose“
12. „All I Need“

Videoklipy
- „What Have You Done“ (Keith Caputo)
- „Frozen“
- „The Howling“
- „All I Need“

### CD

#### Evropská a japonská verze

##### CD 1
1. „Ouverture“ - 7:49
2. „Jillian (I'd Give My Heart)“ - 4:39
3. „The Howling“ - 6:34
4. „Stand My Ground“ - 4:31
5. „The Cross“ - 5:02
6. „What Have You Done“ (Keith Caputo) - 5:17
7. „Hand of Sorrow“ - 5:38
8. „The Heart of Everything“ - 5:46
9. „Forgiven“ - 4:59
10. „Somewhere“ (Anneke van Giersbergen) - 4:22
11. „The Swan Song“ - 4:02
12. „Memories“ - 4:02

##### CD 2
1. „Our Solemn Hour“ - 5:19
2. „The Other Half“ (George Oosthoek) - 5:03
3. „Frozen“ - 4:30
4. „The Promise“ - 8:17
5. „Angels“ - 4:02
6. „Mother Earth“ - 6:00
7. „The Truth Beneath the Rose“ - 7:23
8. „Deceiver of Fools“ - 7:45
9. „All I Need“ - 4:55
10. „Ice Queen“ - 7:15

#### Americká verze
1. „Ouverture“
2. „Jillian (I'd Give My Heart)“
3. „The Howling“
4. „Stand My Ground“
5. „The Cross“
6. „What Have You Done“ (Keith Caputo)
7. „Hand of Sorrow“
8. „Forgiven“
9. „Somewhere“ (Anneke van Giersbergen)
10. „Our Solemn Hour“
11. „Frozen“
12. „Angels“
13. „Mother Earth“